# Залізниця (Камінь-Каширський район)
Залізни́ця — село в Україні, у Любешівській селищній громаді Камінь-Каширського району Волинської області. Населення становить 1 423 особи.

## Географія
Залізниця розташована за 15 км від Любешова. З півночі Залізниця межує із Зарічнянським районом Рівненської області. Сусідні села: Судче, Рудка, Березичі.
На північно-східній околиці села бере початок річка Залізницька.

## Походження назви
Перша письмова згадка про село за різними даними датується 1650 або 1699 роком, коли Залізницький маєток вартістю 20 тисяч золотих був переданий поміщиком Михайлом Вишневецьким католицьким монахам Любешова. Назва «Залізниця» пов'язана з тим, що у селі було дві рудні по добуванню залізної руди. Одна біля Горночок, інша на хуторі Кузеньки. Назва «Горночки» походить від того, що там були печі (горни), де переплавляли руду на залізо. Старожили села розповідали, що працювати на залізницькі рудні направляли засуджених з різних регіонів українських земель, що були під владою Речі Посполитої. 

## Населення
Згідно з переписом УРСР 1989 року чисельність наявного населення села становила 1335 осіб, з яких 658 чоловіків та 677 жінок.
За переписом населення України 2001 року в селі мешкала 1401 особа.

### Мова
Розподіл населення за рідною мовою за даними перепису 2001 року:
| Мова       | Відсоток |
| ---------- | -------- |
| українська | 99,93 %  |
| білоруська | 0,07 %   |

## Історія
До 10 серпня 2017 року — адміністративний центр Залізницької сільської ради Любешівського району Волинської області.

## Відомі люди
- Бренчук Олексій Іванович (1928—2012) — один із зачинателів музейної справи на Волині.
- Пасевич Іван Григорович (1989—2014) — український офіцер, лицар ордена Богдана Хмельницького III ступеня, учасник російсько-української війни.
- Ярмолюк Петро Юхимович — вчитель місцевої школи